# Karolina Styczyńska

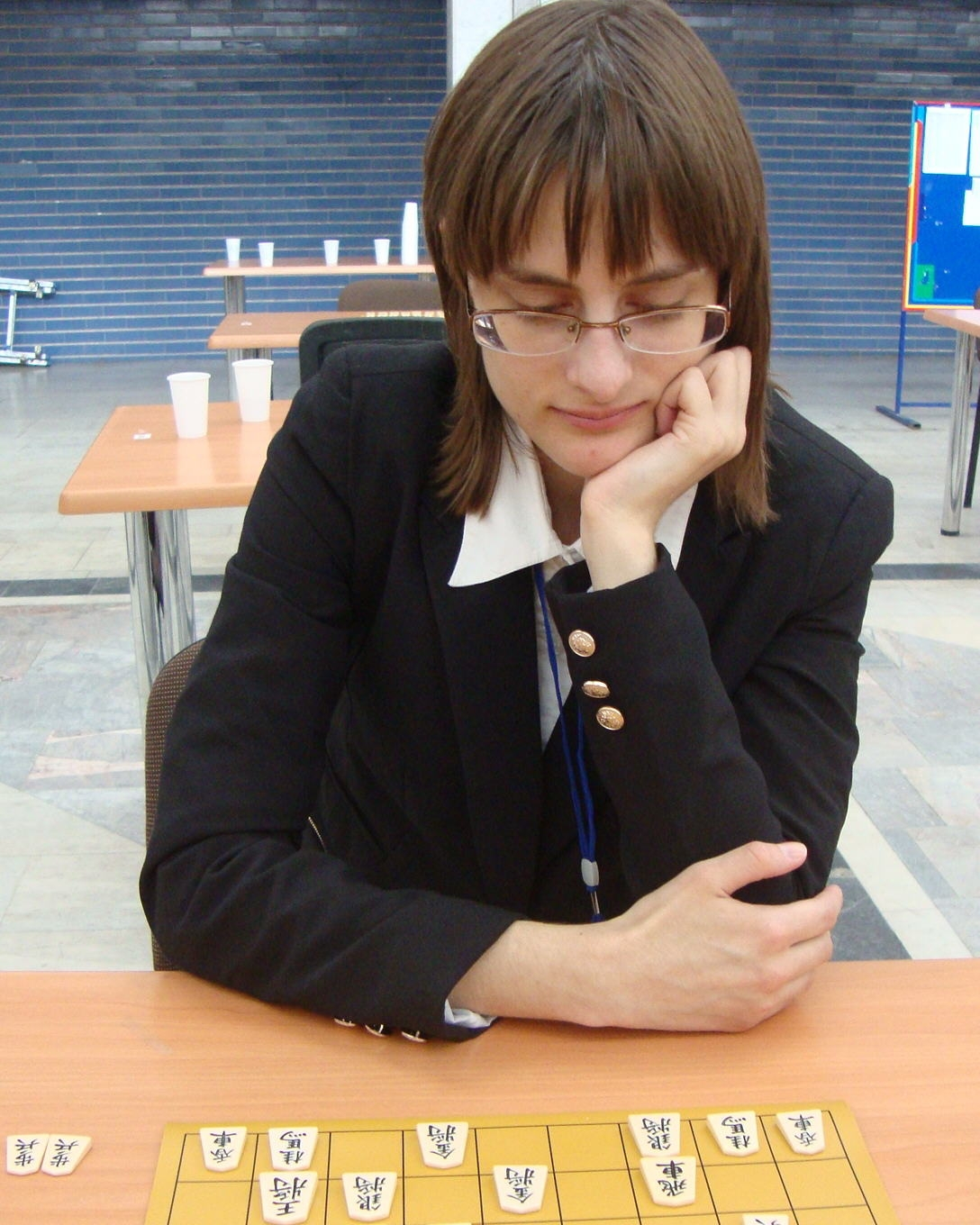
Karolina Styczynska

Karolina Styczyńska (* 17. Juni 1991 in Warschau) ist eine polnische Shōgispielerin.

## Werdegang
Sie studierte Informatik an der Universität Warschau und lebt aktuell in Kōfu.
Das Spiel Shōgi lernte sie 2008 durch die japanische Anime-Serie Naruto kennen und fand das Spiel ziemlich schnell sehr interessant. Da es zu dieser Zeit in Warschau keine anderen Spieler, geschweige denn einen Verein gab, brachte sie sich das Spiel autodidaktisch bei und spielte auf verschiedenen Internet-Servern. Ab 2009 nahm sie auch an offiziellen Turnieren in Europa teil. Ihr recht aggressiver Spielstil wurde von der japanischen Profispielerin Madoka Kitao bemerkt, die Styczynska 2011 zu einer zweiwöchigen Studienreise nach Tokio einlud. In dieser Zeit machte sie bei der JSA einige Spiele und erreichte so den 4. Amateur-Dan.
Daraufhin wurde sie 2012 eingeladen, als nichtjapanische Repräsentantin an dem 2. Ricoh Cup Oza Damenturnier teilzunehmen. Hier gelang es ihr als erster Nichtjapanerin, eine professionelle Shōgispielerin zu schlagen. Auch 2013 wurde sie zum 3. Ricoh Cup als Repräsentantin eingeladen, kam zwar über die Vorrunde nicht hinaus, schaffte es aber erneut, eine Profispielerin zu schlagen.
Am 1. Oktober 2015 wurde ihr von der Japanischen Shogi Association nach drei Siegen und einer Niederlage in einem bedeutenden Tokioer Turnier der 3. Kyū verliehen. Nach dem Gewinn eines Vorrundenspieles im 44. Frauen-Meijin gegen Minami Sadamasu, 1. Dan am 20. Februar 2017 wurde ihr der 2. Kyu verliehen. Am 1. April 2017 wurde ihr, aufgrund von sieben Siegen im Zeitraum eines Jahres, der 1. Kyu verliehen. Am 28. Dezember 2020 wurde ihr nach einem Sieg gegen Sakiko Odaka in der Qualifikation des 48. Damen-Mejin-Turnieres aufgrund des 8. Sieges innerhalb eines Jahres der 1. Dan verliehen. Schon den 3. Kyu hat sie als erste nicht japanische Person erreicht und ist nunmehr  der erste nichtjapanische Profi im Shōgi.
Seit dem 30. März 2016 ist Karolina Styczynska offizielle Botschafterin der Stadt Kōfu.
Sie ist Schülerin von Katagami Daisuke (7. Dan).

## Sportliche Erfolge

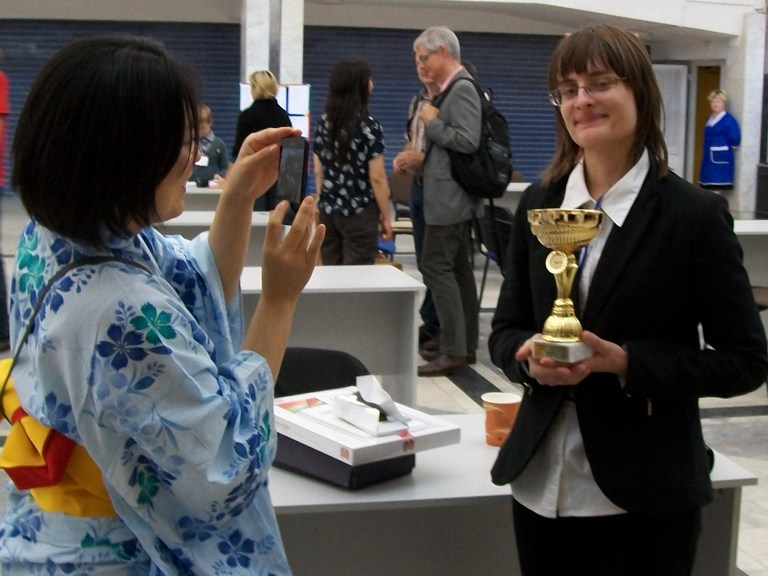
Karolina Styczynska mit Trophäe und Madoka Kitao

- 2010: 3. Platz bei der Europameisterschaft im Blitzschogi in Ungarn.
- 2012: 1. Platz bei der 1. Polish Open Championship Shōgi (Warschau)[6]
- 2013: 4. Platz beim World Open Shōgi Championship in Minsk.[7]
- 2014: 1. Platz bei der Europameisterschaft in Budapest.
- 2017: 2. Platz beim 44. Frauen Meijin